# Toxorhina brevistyla
Toxorhina brevistyla är en tvåvingeart som beskrevs av Alexander 1965. Toxorhina brevistyla ingår i släktet Toxorhina och familjen småharkrankar.
Artens utbredningsområde är Madagaskar. Inga underarter finns listade i Catalogue of Life.